# Anna Sparre
Anna Eva Elisabet Sparre, född Adelswärd den 2 februari 1906 i Jakobs församling i Stockholm, död den 21 december 1993 i Djursholm, var en svensk författare. 

## Biografi
Anna Sparre var dotter till friherre Theodor Adelswärd och grevinnan Louise Douglas. Hon var gift 1927–1946 med flygaren greve Clas Sparre. Hon debuterade 1943 med N:o 14 Sparv anmäler sig. Sparre skrev framför allt historiska och självbiografiska romaner, såsom ...men sjön är densamma (1970) som behandlar hennes uppväxt på Adelsnäs utanför Åtvidaberg. Hennes vänskap med prinsessan Astrid skildrades i Vännen min (1985) och den sista boken, Drottningens förtrogna, utkom postumt.
Sparre var propagandachef för lottakåren under beredskapsåren. Hon var under sitt andra äktenskap 1949–1956 med tandläkaren Arne Moe-Larsen bosatt i Danmark, men återvände på 1950-talet till hembygden i Östergötland. Senare bosatte hon sig i Djursholm.